# Odd-Fellow-Palais
Das Odd-Fellow-Palais (dänisch Odd Fellow Palæet) ist ein Rokoko-Gebäude in dem im 18. Jahrhundert nach französischem Vorbild von Friedrich V. erbauten Stadtteil Frederiksstaden (Friedrichsstadt) in Kopenhagen. Es liegt an der Bredgade 28, Ecke Dronningens Tværgade, zwischen dem Königsgarten (Kongens Have) und dem Stadtviertel Christianshavn, in unmittelbarer Nähe des Schlosses Amalienborg, dem zentralen Platz Kongens Nytorv und der Marmorkirche. Es wurde von 1751 bis 1755 von dem deutsch-dänischen Architekten Johann Gottfried Rosenberg für Graf Christian August von Berkentin erbaut.

## Geschichte

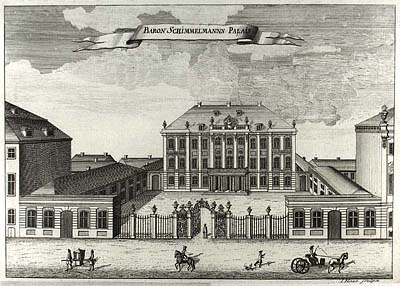
Schimmelmanns Palais, Jonas Haas

Als Berkentisches Palais trug das Gebäude zunächst den Namen des ersten Bauherrn Christian August von Berkentin. 1758 ging es in den Besitz der Tochter Louise von Berkentin über, der späteren Hofdame am Königlichen Hof, Louise von Plessen. 1763 erwarb der deutsch-dänische Kaufmann und Sklavenhändler Heinrich Carl von Schimmelmann das Gebäude für 40.000 Dänische Kronen. Unter dem neuen Namen Schimmelmanns Palais ist es auf einem alten Kupferstich von Jonas Haas zu sehen. 1775 erfolgten Ausschmückungen im Inneren des Hauses wie die Malereien im Rittersaal. Nach dem Tod Heinrich Carls ging das Gebäude 1782 an den Sohn, Heinrich Ernst Schimmelmann, und blieb über zwei weitere Generationen bis 1884 in der Familie. Von 1884 bis 1890 erfolgten umfangreiche Umbaumaßnahmen durch die Architekten Johan Schröder und Georg Wittrock. Schröder konzipierte den wegen seiner guten Akustik bekannten Konzertsaal.
1900 kaufte der Freimaurerorden Odd Fellows das Gebäude, welches seither unter dem Namen Odd-Fellow-Palais bekannt ist. 1992 kam es während einer Veranstaltung durch einen elektrischen Leitungsschaden zu einem verheerenden Brand, der große Teile des Gebäudes und wertvolle Malereien zerstörte.

## Wiederherstellung und heutige Nutzung
1994 wurde das Gebäude im alten Stil wiederhergestellt. Es ist heute öffentlich zugänglich und bietet neben Konzertveranstaltungen einen Tagungs- und Veranstaltungsbetrieb mit Konferenzräumen, Restaurant und Hotelbetrieb. Neben dem zentralen Konzertsaal für 250 Personen gibt es weitere für musikalische Darbietungen ausgestattete Räume unterschiedlicher Größe in jeweils unterschiedlichen Farben und Malereien. Namentlich bekannt sind der Spiegelsaal, der Galeriesaal, der Rosensaal, ein Herrensaal und ein Damensaal, daneben gibt es weitere Tagungs- und Besprechungsräume. Drei Veranden sind unmittelbar mit dem Garten verbunden, in dem im Sommer Theaterveranstaltungen stattfinden.